# Kitty Fisher

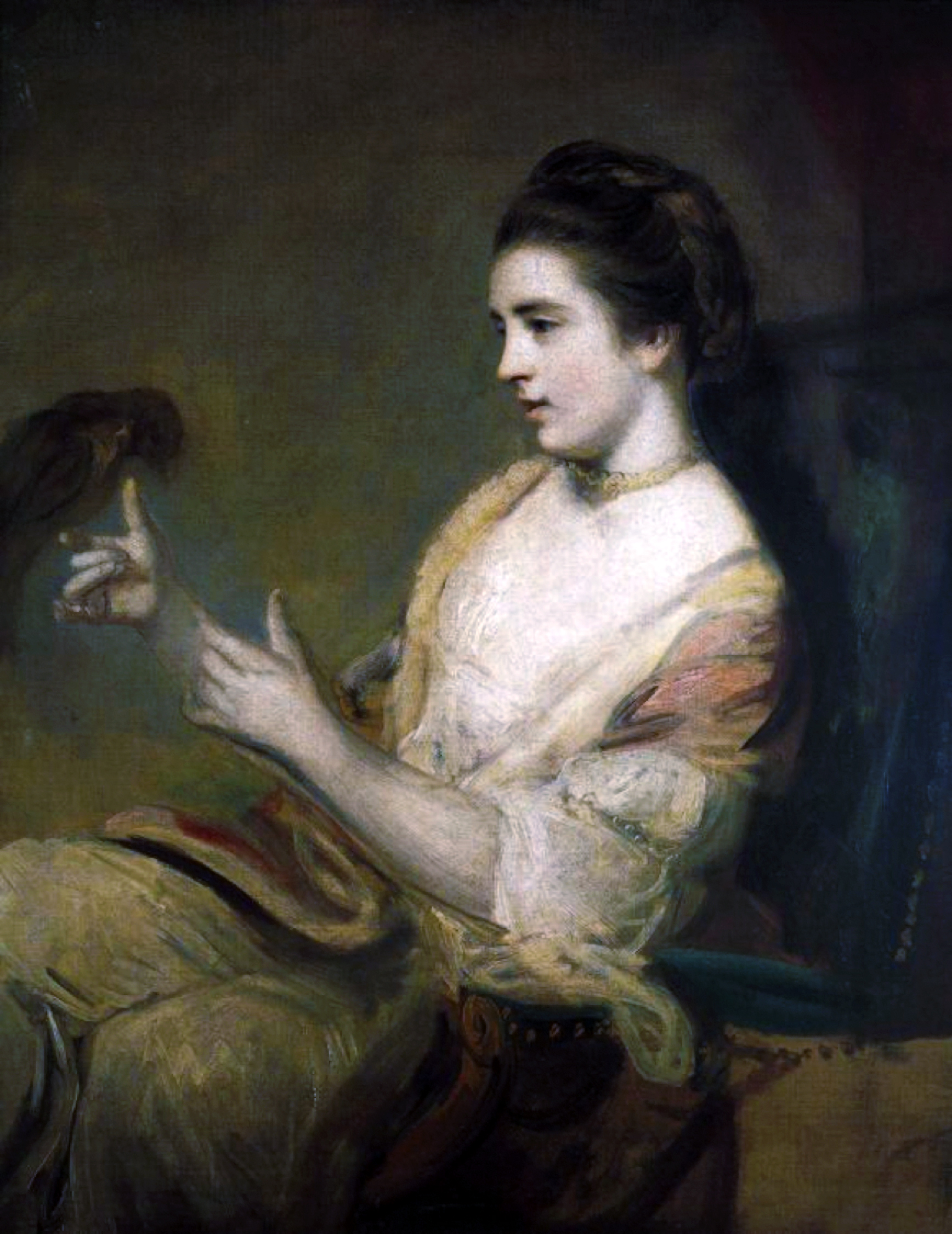
Kitty Fisher and parrot, av Joshua Reynolds.

Catherine Marie Fischer "Kitty" Fisher, född 1741, död 1767, var en brittisk kurtisan och stilikon. Hon tillhörde sin samtids berömdheter och hennes kändisskap anses exemplifiera det framväxande massmediala kändisskapet under 1700-talet. Hon var en av konstnären Joshua Reynolds modeller, och hennes liv, skönhet och personliga attribut omtalades ofta i pressen och gjorde henne till en viktig samtidsprofil. Hon finns också omnämnd i många samtida memoarer och dagböcker.  

## Biografi
Kitty Fischers bakgrund är obekräftad, men hon ska ha varit en hattmakare från London. En manlig medlem av societeten, vars identitet är obekräftad, presenterade henne för personer ur överklassen när hon var tonåring, och hon blev snart känd för sina förbindelser med förmögna manliga klienter ur överklassen. Hennes porträtt målades av kända konstnärer, något som spred hennes berömmelse. Hennes kläder kopierades, incidenter ur hennes liv rapporterades i massmedia, satiriska verser, visor och pamfletter spreds om henne. Hon blev förmögen på prostitution och omtalades som den första ur sin klass att anställa tjänare med livré. Hennes beryktade förbindelse med George Coventry, 6:e earl av Coventry och rivalitet med Maria Coventry, grevinna av Coventry på 1750-talet tilldrog sig uppmärksamhet. 
Fischer gifte sig med John Norris, en sonson till sir John Norris, år 1766 och bosatte sig då på herrgården Hemstead. Hon avled dock endast fyra månader efter bröllopet. Dödsorsaken uppges ha varit lungsot, smittkoppor eller blodförgiftning orsakad av blysmink. 
Kitty Fischer blev från sin livstid och framåt föremål för biografier, skönlitteratur och slutligen också film.